# Lịch sử nhân khẩu Trung Quốc
Trung Quốc hiện là quốc gia có dân số đông thứ hai trên thế giới. Từ thời Chu Tuyên Vương, đã có điều tra nhân khẩu tại Trung Quốc, có thống kê nhân khẩu chi tiết vào đầu thời Chiến Quốc, song tài liệu không được truyền lại đến ngày nay. Tuy nhiên, từ khi Ban Cố soạn Hán thư trở đi, trong các chính sử đại đa số đều có ghi chép về nhân khẩu trong thiên địa lý.
Tư liệu nhân khẩu phần lớn dựa vào chính sử, vốn ghi con số nhân khẩu nộp thuế, song vì nhiều nguyên nhân khác nhau nên có một lượng dân cư không nhỏ phải lưu tán, họ không được tính đến trong chính sử, ngoài ra còn có rất nhiều tăng ni, đạo sĩ, nô tì, quân nhân cũng không được tính, nên kết quả thống kê có phần sai lệch. Trong thời gian chiến tranh, triều đình và quan phủ không thể kiểm soát địa phương, nhân dân chạy trốn hình thành lưu dân, do vậy trong trường hợp này cần phải có sự ước lượng để đưa ra một con số gần với thực tế.

## Thời kỳ Chiến Quốc
Thời kỳ Chiến Quốc (453 TCN- 221 TCN) là thời kỳ nông nghiệp Trung Quốc phát triển nhanh chóng và đặt cơ sở cho nền văn minh nông canh sau này. Trong thời gian này, số dân của các nước chư hầu tăng trưởng mau lẹ. Ước tính vào trung kỳ Chiến Quốc, tổng nhân khẩu các nước chư hầu đạt khoảng 35-40 triệu người. Trong khi đó, tổng nhân khẩu toàn thế giới ước tính vào năm 1000 TCN đạt 50 triệu; vào năm 500 TCN ước đạt 100 triệu, vào năm 200 TCN ước đạt 190,5 triệu; Đế quốc Achaemenes ở Tây Á đạt 18-35 triệu vào năm 500 TCN và 18,7-40 triệu vào năm 340 TCN; Đế quốc Khổng Tước ở tiểu lục địa Ấn Độ đạt 26,5 triệu người vào năm 265 TCN.

## Thời Tần
Năm 26 dưới quyền trị vì của Tần Thủy Hoàng, tức 221 TCN, nước Tần hoàn thành việc tiêu diệt sáu nước, sau đó tiếp tục mở mang lãnh thổ, đến năm 37 thời Tần Thủy Hoàng, tức 210 TCN, tổng nhân khẩu toàn quốc là 30 triệu người, trong khi nhân khẩu thế giới ước tính khoảng 190 triệu. Giáo sư Cát Kiếm Hùng tại Đại học Phúc Đán trong cuốn "Trung Quốc nhân khẩu phát triển sử" suy tính rằng nhân khẩu Đại Tần vào năm 213 vào khoảng trên dưới 25 triệu.

## Thời Tây Hán
Trong thời kỳ ban đầu của lịch sử Trung Quốc, phát triển nông nghiệp tập trung ở khu vực trung hạ du Hoàng Hà, do vậy nhân khẩu có tình trạng bắc đông nam ít. Lấy Tần Lĩnh và Hoài Hà làm ranh giới, nhân khẩu Hoa Bắc vượt quá 85%, nhân khẩu Hoa Nam không đến 15%. Năm châu có nhân khẩu vượt quá 5 triệu là: Dĩnh, Dự, Ký, Duyện, Thanh đều nằm ở khu vực trung hạ du Hoàng Hà, tổng nhân khẩu của 5 châu này chiếm 55% tổng nhân khẩu toàn quốc. Mật độ nhân khẩu khu vực xung quanh thủ đô Trường An đạt trên dưới 1.000 người/km². Bốn châu có nhân khẩu dưới 2 triệu là Giao, Lương, Tịnh, Sóc Phương (U châu). Ba châu: Ích, Kinh, Dương có nhân khẩu phân bố chủ yếu tại bình nguyên Thành Đô, bồn địa Nam Dương, bình nguyên Thái Hồ và bình nguyên Ninh Thiệu.
Khởi nghĩa nông dân cuối thời Tần và chiến tranh Hán-Sở khiến một lượng lớn dân chúng tử vong, Tư Mã Thiên cảm thán trong Sử ký: "Ban đầu Trần Thiệp khởi đầu tai họa, họ Hạng tàn ác diệt Tần, dẹp loạn trừ bạo, bình định hải nội, tốt lên ngôi đế, trở thành Hán gia. Trong vòng 5 năm, ba lần đổi hiệu lệnh. Từ khi con người sinh ra đến nay, chưa từng thụ mệnh gấp như vậy" Năm 202 TCN, Hán vương Lưu Bang xưng đế, nhân khẩu khi đó ước tính vào khoảng từ 15 đến 18 triệu người.
Sau khi triều Hán được thành lập, theo đuổi Hoàng Lão chính trị, để dân chúng nghỉ ngơi phục hồi, sau Văn Cảnh chi trị đến năm Nguyên Quang thứ 6 (129 TCN) thời Hán Vũ Đế, nhân khẩu đạt đến 36 triệu người, trong khoảng 60 năm này nhân khẩu vùng trung hạ du Hoàng Hà tăng trưởng rõ rệt, xuất hiện cảnh tượng phồn vinh.
Từ năm 129 TCN trở đi, do chiến tranh liên miên (như 11 lần đánh Hung Nô và lao dịch thu thuế cùng hình phạt ngày càng nặng, cho nên từ trung kỳ thời Hán Vũ Đế trở đi, số lượng nhân khẩu trở nên đình trệ và suy giảm trong nhiều năm, đến năm Chinh Hòa thứ 2 (91 TCN) thời Hán Vũ Đế thì chỉ còn 32 triệu. Sau đó, trong Chiêu Tuyên trung hưng, cuộc sống người dân lại được an định, quốc lực Đại Hán cơ bản khôi phục, trong thời gian này nhân khẩu khôi phục việc tăng trưởng. Theo "Hán thư- Địa lý chí" ghi chép: "Năm Nguyên Thủy thứ 2 (2) thời Hán Bình Đế, có 12.233.062 hộ, 59.594.978 người."
- Năm Hán Cao Tổ thứ 1 (202 TCN): khoảng 15-18 triệu
- Năm Nguyên Quang thứ 6 (129 TCN) thời Hán Vũ Đế: 36 triệu
- Năm Chính Hòa thứ 2 (91 TCN) thời Hán Vũ Đế: 32 triệu
- Năm Địa Tiết thứ 3 (67 TCN) thời Hán Tuyên Đế: 40 triệu
- Năm Nguyên Thủy thứ 2 (2) Thời Hán Bình Đế:12.366.470 hộ, 57.671.401 người; có thuyết nói là 12.233.062 hộ, 59.594.978 người)

Học giả Vương Dục Dân ước tính nhân khẩu thực tế dưới 65 triệu. Ước tính vào năm 1, tổng nhân khẩu thế giới là 272,27 triệu, tỷ lệ người Hán vào năm này là 21,18%.

## Thời Tân
Vương Mãng cải chế thất bại, cộng thêm thiên tai thường xuyên xảy ra và Hoàng Hà đổi dòng ở hạ du vào năm Thiên Phượng thứ 1 (14), kết quả là năm 17, bùng phát khởi nghĩa Lục Lâm, Xích Mi, sau đó chiến hỏa khắp nơi, quân phiệt cát cứ và hỗn chiến, khiến một lượng lớn người dân ở lưu vực Hoàng Hà phải dời đi lưu tán hoặc tử vong, hay chạy đến lưu vực Trường Giang tránh chiến tranh. Thời kỳ nhà Tân, không có điều tra nhân khẩu cụ thể, ước tính vào năm Thiên Phượng thứ 5 (17), toàn quốc có 56 triệu người.

## Thời Đông Hán
Đến năm Kiến Vũ Trung Nguyên thứ 2 (57), nhân khẩu toàn quốc đạt gần 21.007.820, so với năm Nguyên Thủy thứ 2 (2) thời Tây Hán thì chỉ bằng 36,427%. Sau đó, nhân khẩu bắt đầu khôi phục tăng trưởng. Căn cứ theo "Hán thư-quận quốc chí ngũ" chép, năm Vĩnh Hòa thứ 5 (140) thời Hán Thuận Đế, toàn quốc có 9.698.630 hộ, 49.150.220 người. Đến năm Vĩnh Thọ thứ 3 (157) thời Hán Hoàn Đế, toàn quốc có 10.677.960 hộ, 56.476.856 khẩu, khôi phục đáng kể so với thời kỳ hoàng kim của Tây Hán. Phân bổ nhân khẩu thời Đông Hán cũng có sự biến hóa. Vào cuối Tân và đầu Đông Hán, có một lượng lớn người dân Trung Nguyên để tránh ngọn lửa chiến tranh nên đã chuyển đến lưu vực Trường Giang, nhân khẩu vùng phương nam chiếm đến 4/10 toàn quốc. Bốn châu: Dự, Kinh, Dương, Ích có số nhân khẩu vượt quá 5 triệu người. Hai châu Kinh và Ích đều có nhân khẩu tăng gấp đôi, nhân khẩu Dương châu cũng tăng thêm khoảng 1/4. Trong khi nhân khẩu phương nam tăng trưởng, đại bộ phận quận quốc ở phương bắc đều có nhân khẩu giảm thiểu. Cuối thời Đông Hán, chiến tranh không ngừng, đến năm Thái Khang thứ 3 (282) thời Tấn Vũ Đế, nhân khẩu toàn quốc chỉ còn 18,85 triệu, chỉ bằng 1/3 so với 125 năm trước đó.
Sau loạn Hoàng Cân, khu vực Trung Nguyên xảy ra thiên tai mất mùa đói kém và có ghi chép như "tháng 1 mùa xuân năm Kiến Ninh thứ 3, người Hà Nội vợ ăn chồng, người Hà Nam chồng ăn vợ". Sau khi Đổng Trác nắm quyền, cho binh sĩ hiếp dâm phụ nữ, cướp vật tư. Khi phải đối mặt với việc liên quân Quan Đông thảo phạt, Đổng Trác lại "di chuyển toàn bộ vài chục vạn dân cư quanh Lạc Dương đến Trường An; đốt hết cung, miếu, quan phủ, cư gia; trong vòng 200 lý không bỏ sót thứ gì". Khi Tào Tháo đánh Từ Châu trả thù cha, chôn sống hàng chục vạn nam nữ, gà chó cũng không bỏ sót, Tứ Thủy do vậy không chảy được". Lý Quyết tại Quan Trung "đương thời dân Tam Phụ vẫn còn vài chục vạn hộ, bọn Lý Quyết phát binh đi cướp đoạt, cộng thêm việc mất mùa, trong hai năm, người dân ăn thịt nhau". Do chiến tranh mà Ích châu của Lưu Yên và Lưu Chương, Kinh châu của Lưu Biểu, Dương châu của bọn Tôn Sách đều suy giảm nhân khẩu. Đương thời, nhân dân di chuyển theo ba dòng: từ Quan Trung về phía tây để đến Lương châu hoặc về phía nam để đến Ích châu, theo Hán Thủy dời đến Kinh châu, mỗi hướng khoảng 10 vạn hộ. Từ khu vực Trung Nguyên dời về phía đông bắc để đến Ký châu hoặc U châu, rồi lại chuyển đến Liêu Đông, người Tiên Ti và Ô Hoàn tiếp nhận làn sóng lưu dân này mà trở nên lớn mạnh. Dòng lớn nhất là từ khu vực Trung Nguyên dời đến Bành Thành Từ châu, rồi lại dời về phía nam đến khu vực Giang Nam. Đương thời, có rất nhiều sĩ đại phu tứ phương đến Giang Nam tị nạn, Đông Ngô lập quốc dựa trên cơ sở này.
- Năm Kiến Vũ thứ 1 (25) thời Hán Quang Vũ Đế, tước tính tổng nhân khẩu toàn quốc là 28 triệu người.
- Năm Kiến Vũ Trung Nguyên thứ 2 (57) thời Hán Quang Vũ Đế: 4,279,634 hộ, 21,007,820 người
- Năm Vĩnh Bình thứ 18 thời Hán Minh Đế (75): 5.860.573 hộ, 34.125.021 người
- Năm Chương Hòa thứ 2 (88) thời Hán Chương Đế: 7.456.784 hộ, 43.356.367 người
- Năm Nguyên Hưng thứ 1 (105) thời Hán Hòa Đế: 9.237.112 hộ, 53.256.229 người
- Năm Diên Quang thứ 4 (125) thời Hán An Đế: 9.647.838 hộ, 48.690.789 người
- Năm Vĩnh Hòa thứ 3 (138) thời Hán Thuận Đế: 10.780.000 hộ, 53.869.588 người
- Năm Vĩnh Hòa thứ 5 (140) thời Hán Thuận Đế: 9.698.630 hộ, 49.150.220 người
- Năm Kiến Khang thứ 1 (144) thời Hán Thuận Đế: 9.946.919 hộ, 49.730.550 người
- Năm Vĩnh Gia thứ 1 (145) thời Hán Xung Đế: 9.937.680 hộ, 49.524.183 người, có thuyết cho là năm này có 10.677.401 hộ, 56.366.856 người
- Năm Bản Sơ thứ 1 (146) thời Hán Chất Đế: 9.348.227 hộ, 47.566.772 người[8]
- Năm Vĩnh Thọ thứ 3 (157) thời Hán Hoàn Đế: 10.677.960 hộ, 56.486.856 người[9]
- Năm Quang Hòa thứ 7 (184) thời Hán Linh Đế: ước tính có 11 triệu hộ, 50 triệu người
- Năm Kiến An thứ 22 (217) thời Hán Hiến Đế: ước tính có 3 triệu hộ, khoảng 15 triệu người

Học giả hiện đại Vương Dục Dân ước tính nhân khẩu Đông Hán vào thời tối thịnh vượt xa nhân khẩu Tây Hán (65 triệu) vào thời tối thịnh. Ước tính tổng nhân khẩu thế giới vào năm 200 đạt 223 triệu người, năm này nhân khẩu Đông Hán chiếm 18,2% tổng nhân khẩu thế giới.

## Thời Tam Quốc
Sau khi dần hình thành thế cục Tam Quốc, nhân dân buộc phải thiên di do chiến tranh hay theo lệnh của người thống trị. Sau khi Tào Tháo đánh bại Trương Lỗ, một bộ phận cư dân Xuyên Đông và Hán Trung bị dời đến Quan Trung. Sau khi Tào Phi kiến đô ở Lạc Dương, đã cho dời 5 vạn binh hộ đến Hà Nam. Sau khi Ngụy diệt Thục, đã dời ba vạn gia đình người Thục đến Lạc Dương và Quan Trung. Sau khi Lưu Bị có được Ích châu, nhiều lần dời dân đến bình nguyên Thành Đô. Sau khi Gia Cát Lượng bắc phạt lần thứ nhất thất bại, đã tranh thủ di dời mấy chục van cư dân Lũng Tây đến bổ sung cho Hán Trung. Tôn Quyền đánh bại Giang Hạ thái thú Hoàng Tổ, bắt được hàng vạn nam nữ. Sau khi kiến quốc, Tôn Quyền đề xướng gia tăng nhân khẩu, sau khi bình định Sơn Việt thì lấy "người yếu sung hộ, người khỏe bổ binh", đồng thời tiến công Hoài Nam để bắt người.
Từ cuối thời Đông Hán đến khi Tây Tấn thống nhất toàn quốc, nhân khẩu suy giảm 35,3% so với thời kỳ đỉnh cao của Đông Hán. Đáng chú ý là nhân khẩu bị quân sự hóa cao độ, đương thời Tam Quốc còn có binh hộ, lại hộ, đồn điền hộ. Tào Tháo sáng lập ra đồn điền chế. Nhân khẩu Thục Hán đến khi bị diệt tuy chỉ còn có 90 vạn, song quân đội có đến hơn 10 vạn, Đồn điền hộ có số lượng lớn, có vai trò quyết định đối với việc khôi phục và phát triển kinh tế-xã hội đương thời.
Vào thời điểm Thục Hán bị diệt (263), nhân khẩu theo tư liệu văn hiến còn lưu truyền lại thì tổng số nhân khẩu nộp thuế của ba nước đạt trên dưới 8,2 triệu người. Căn cứ theo "Trung Quốc nhân khẩu phát triển sử" do giáo sư Cát Kiếm Hùng thuộc Đại học Phúc Đán chủ biên, nhân khẩu thực tế thời kỳ Tam Quốc là khoảng 16-20 triệu người.
| Chính quyền | Chính quyền | Niên đại                                            | Số hộ        | Số khẩu          | Ghi chú                                                                                            |
| Tam Quốc | Thục Hán    | Năm Chương Vũ thứ nhất (221) thời Hán Chiêu Liệt Đế | 200.000 hộ   | 900.000 người    | |
| Tam Quốc | Thục Hán    | Năm Viêm Hưng thứ nhất (263) thời Hán Hậu Chủ       | 280.000 hộ   | 1.082.000 người  | lúc Thục diệt vong, nhân khẩu bao gồm 102.000 tướng sĩ mặc áo giáp, 4 vạn quan lại.                |
| Tam Quốc | Đông Ngô    | Năm Xích Ô thứ nhất (238) thời Ngô Đại Đế           | 600.000 hộ   | 3.000.000 người  | Trong đó bao gồm 80 vạn binh. Sau khi Tôn Quyền xưng Ngô vương 16 năm, sau khi xưng đế 6 năm.      |
| Tam Quốc | Đông Ngô    | Năm Thiên Kỷ thứ 4 (280) thời Ngô Mạt Đế            | 530.000 hộ   | 2.535.000 người  | lúc Ngô diệt vong, nhân khẩu bao gồm 32.000 quan lại, 23 vạn binh, hơn 5.000 người trong hậu cung. |
| Tam Quốc | Tào Ngụy    | Năm Cảnh Nguyên thứ nhất (260) thời Ngụy Nguyên Đế  | 663.423 hộ   | 4.432.881 người  | trước khi Tư Mã Viêm soán Ngụy 5 năm, sau khi Tào Phi soán Hán kiến Ngụy 40 năm                    |
| Tây Tấn | Tây Tấn     | Năm Thái Khang thứ nhất (280) thời Tấn Vũ Đế        | 2.495.804 hộ | 16.163.863 người | vào năm này Tấn thống nhất Trung Quốc, 15 năm sau khi lập triều Tấn.                               |
| Chú: số liệu Tây Tấn trong bảng này lấy từ. Nhân khẩu Tam Quốc căn cứ theo "Thông điển quyển 7．thực hóa thất．lịch đại thịnh suy hộ khẩu". Số liệu có sự sai lệch, con số thực tế cao hơn khá nhiều. |             |                                                     |              |                  | |

## Thời Lưỡng Tấn- Thập Lục Quốc
Sau khi Tây Tấn thống nhất toàn quốc, nhân khẩu vẫn chưa khôi phục lại mức vào thời Đông Hán. Loạn bát vương và Ngũ Hồ loạn Hoa lại khiến cho nhân khẩu giảm mạnh. Trong thời kỳ Ngũ Hồ loạn Hoa, nhiều lần xảy ra đồ sát, như Lưu Thông, Lưu Diệu, Thạch Lặc và Thạch Hổ tiến hành đồ sát tại Hoa Bắc. Chiến loạn cũng gây ra dịch bệnh và mất mùa đói kém, khiến cho một lượng lớn cư dân tử vong, thậm chí xảy ra thảm cảnh "người ăn thịt nhau; người chết đói đến năm, sáu phần". Ngoài nhân tố chiến loạn ra, số nhân khẩu Lưỡng Tấn cũng vì nhiều nhân tố khác mà bị che giấu. Chính quyền trưng thu thuế nặng nề, khiến cho bách tính trốn vào nương nhờ đại tộc hoặc chùa miếu để trốn thuế; ngoài ra vì chiến loạn nên một lượng lớn nhân khẩu sau khi di dời đã che giấu hộ tịch.
Do phương Bắc chiến loạn không kham nổi, xuất hiện một dòng chảy nhân khẩu lớn. Đương thời có sáu hướng lưu vong chủ yếu: năm 296 thời Tấn Huệ Đế, Quan Trung xảy ra loạn Tề Vạn Niên, có vài vạn người từ Quan Trung qua Hán Trung để đến đất Thục, sau đó hiệp trợ Lý Đặc và Lý Lưu lập quốc Thành Hán. Một hướng khác là qua Hán Thủy, Uyển đến lưu vực Hoài Hà, sau được Thạch Lặc dung nạp. Sau khi Ba Thục bất ổn, nhân dân chạy đến khu vực Kinh Tương, song bị cường hào địa phương áp bức nên tiến hành nổi loạn, cuối cùng bị Vương Đôn và Đào Khản bình định. Dân đói Tịnh châu (trị sở nay thuộc Sơn Tây) đến khu vực Ký, Dự khất thực, sau do Điền Chân thống lĩnh, được gọi là "khất hoạt tặc". Lương châu ít chịu cảnh chiến loạn nên nhân dân đến đó tị nạn, do bảo lưu được một lượng lớn chế độ văn vật của người Hán nên tại khu vực này hình thành "văn hóa Hà Tây". Trong khi Hoa Bắc rối loạn, có nhiều người chạy đến Liêu Đông, được Mộ Dung Hoảng tiếp nhận, sau đó những kiều dân này hiệp trợ Mộ Dung Hoảng kiến lập Tiền Yên.
Cuối cùng, sau loạn Vĩnh Gia xuất hiện một dòng chuyển cư lớn nhất, hướng từ Trung Nguyên đến Giang Nam, sử gọi là "Vĩnh Gia chi loạn, y quan nam độ". Vào thời Đông Tấn có tổng cộng năm đợt: thời kỳ Tư Mã Duệ di trấn Giang Đông; thời kỳ Tổ Địch và Tổ Ước bắc phạt thất bại, phải triệt thoát về nam; thời kỳ Hậu Triệu diệt vong, Hoàn Ôn bắc phạt; thời kỳ sau trận Phì Thủy, Tiền Tần sụp đổ; thời kỳ Lưu Dụ bắc phạt thất bại. Các thế tộc di cư đến phương nam trở thành trụ cột trong triều đình Đông Tấn và Nam triều sau đó. Kiều dân sau khi vượt Trường Giang chủ yếu phân bố tại bốn châu: Kinh, Dương, Lương, Ích; cũng có một số ít thâm nhập vào khu vực Mân Quảng. Kiều dân đầu tiên chủ yếu an trí tại "Kiều châu, quận, huyện", nhập bạch tịch, để có thể được giảm miễn thuế và lao dịch. Do "Kiều châu, quận, huyện" thay đổi không ổn định, kiều dân và dân bản địa sống hỗn tạp, gây khó khăn trong việc quản lý hộ tịch, ảnh hưởng đến việc thu thuế của chính quyền. Do vậy, sau khi an định thì triều đình thi hành "thổ đoạn", cho kiều dân nhập "hoàng tịch" (nhập hộ tại địa phương) nhằm dụ tài thực binh, đồng thời phái quan cai trị- tước đi đặc quyền miễn thuế của kiều dân. Trong thời Đông Tấn thực thi bốn lần "thổ đoạn". Đương thời nhân dân là một tài sản quan trọng, khi chiến tranh thì bất luận là kẻ xâm lược hay người bị xâm lược đều buộc nhân dân thiên di để đề phòng họ giúp đỡ cho đối phương, đặc biệt là tại khu vực Hoa Bắc và Giang Hoài.
Trong thời kỳ Ngũ Hồ thập lục quốc, ở phương bắc, giữa ngoại tộc và tộc Hán mở ra dung hợp về mặt dân tộc và văn hóa. Cuối thời Đông Hán đến thời Ngụy-Tấn, các tộc người phương bắc dần tiến vào Trung Nguyên, sống cùng với người Hán, chịu ảnh hưởng từ văn hóa Hán, song thường chịu áp bức từ quan lại người Hán hoặc chịu sự kỳ thị của người Hán. Như tộc Hung Nô và Đê đổi sang dùng họ người Hán, đồng thời học tiếng Hán và kinh thư. Ở Trung Nguyên cũng lưu hành văn hóa Hồ tộc, cảm thấy hứng thú với các dụng cụ sinh hoạt, phục trang và âm nhạc của các dân tộc phương bắc; đồng thời tại Trung Nguyên cũng phổ biến việc uống sữa bò dê. Sang thời Ngũ Hồ thập lục quốc, các tộc người phương bắc xâm nhập hơn nữa vào Trung Nguyên, hoạt động tại Trung Nguyên có các ngoại tộc: Tiên Ti, Ô Hoàn, Cao Câu Ly, Đinh Linh, Yết, Nam Hung Nô, nhánh Thiết Phất và Lô Thủy Hồ của tộc Hung Nô; các tộc ở phía tây như Đê, Khương, Ba cũng xâm nhập. Các quốc gia do những tộc người này lập nên được gọi là "vương triều thâm nhập". Các tộc người thâm nhập và người Hán còn ở lại phương bắc chọn lọc và vay mượn văn hóa của nhau, hai bên dần tiến hành giao lưu văn hóa và dung hợp dân tộc, trong đó phép tắc chế độ và pháp luật lễ nghi của các nước phương bắc gần như đều giao cho người Hán chế định. Trong khi giao lưu, do các nhân tố như xung đột tư tưởng, phân tranh chủng tộc hay đấu tranh chính trị, tại Thập Lục Quốc thường xảy ra các xung đột như phá hoại hay đồ sát.
Cô Tang ở Hà Tây trở thành một trọng trấn mậu dịch trên Con đường tơ lụa, người Hán còn lưu lại Trung Nguyên thì tìm sự che chở giúp đỡ tại các ổ bảo hoặc quý tộc bộ lạc. Ổ bảo đại đa số đều do thế tộc cường hào lập ra, chủ yếu nhằm phòng vệ quân sự. Các hộ nương nhờ thế tộc cường hào không phải nộp thuế và lao dịch cho quốc gia, họ chỉ có nghĩa vụ với ổ chủ. Để đảm bảo thu nhập quốc khố và lao dịch, quân chủ Thập Lục Quốc thường kiểm tra hộ khẩu, đưa "ấm hộ" (hộ được che chở) trở về "biên hộ" (bình dân).
Sau khi ngoại tộc để mất nước, do thảo nguyên cố hương đã bị các tộc người khác như Nhu Nhiên chiếm cứ, tuyệt đại bộ phận lưu lại Trung Nguyên, chuyển sang thích ứng với văn hóa và lối sinh hoạt của Trung Nguyên, hợp nhất với người Hán. Quá trình dung hợp dân tộc đến thời Bắc Chu và Tùy thì hoàn thành. Tại Đông Tấn, sau khi người Hán ở phương bắc "y quan nam độ" cũng xảy ra xung đột và dung hợp với người Hán địa phương, các tộc người Bách Việt và các dân tộc khác. Sau khi Tùy thống nhất Trung Quốc, giới tuyến người Hán nam-bắc dần bị xóa mờ, hòa lẫn thành một thể.
- Năm Thái Khang thứ 1 (280), sau khi diệt Ngô, Đại Tấn có 2.459.840 hộ, 16.163.863 người.[16]
- Năm Thái Khang thứ 2 (282), Đại Tấn có 3.770.000 hộ, khoảng 22.620.000 người.[16]
- Thời Lưu Thông (310-318), khu vực do nước Hán Triệu kiểm soát có 63 vạn hộ người Hồ.
- Theo "Thập lục quốc Xuân Thu- Tiền Tần lục" ghi lại thì vào năm Kiến Hy thứ 11 (370) thời Tiền Yên U Đế, nước Tiền Yên có 2.458.669 hộ, 9.987.935 người.

## Thời Nam-Bắc triều
Tình hình xã hội và nhân khẩu vào thời Nam-Bắc triều rất phức tạp, nhìn chung có thể phân thành 4 tầng lớp: thứ nhất là thế tộc danh môn hào tộc; thứ hai là "biên hộ tề dân" tự làm nông nghiệp, tiểu thủ công nghiệp hay thương nghiệp; thứ ba là "y phụ nhân" phụ thuộc thế tộc cường hào như "bộ khúc" "điền khách" hay "y thực khách", những người chịu sự cai quản của chính quyền thuộc tạp hộ-bách công hộ-binh hộ-doanh hộ cũng được định là "y phụ nhân"; cuối cùng là các nô lệ như "nô tì", "sinh khẩu", "lệ hộ" và các thành dân bị bắt làm tù binh rồi bị buộc phải thiên di.
Ngụy-Tấn-Nam-Bắc triều là thời kỳ chính trị thế tộc, mặc dù hào tộc ở phương bắc có địa vị và quyền lực thấp hơn ở Nam triều, song vẫn ở địa vị rất cao. Số nhân khẩu do thế tộc khống chế gồm "bộ khúc", "điền khách" và "nô lệ" nếu không thể "tự thục" (tự chuộc thân) hoặc "phóng khiển" (phóng thích) thì không thể có được tự do. "Bộ khúc" chủ yếu được sử dụng vào việc tác chiến, do chiến sự giảm thiểu nên tham gia vào hoạt động sản xuất. Do tại Nam triều, "đại gia tộc chế" suy vong khiến "bộ khúc" dần chịu sự khống chế của quốc gia. Nô lệ chủ yếu bắt nguồn từ các nông dân phá sản hoặc là lưu dân, họ là tài sản của địa chủ, do vậy có thể bị địa chủ dùng làm vật thế chấp hoặc để giao dịch. Để ngăn chặn nô lệ chạy trốn, các nô lệ đều bị "kình diện" (Thích chữ bôi mực vào mặt). Nhờ các phương thức như "mi nam vi khách" hay " phát nô vi binh" mà nô lệ có thể chuyển thành điền khách của địa chủ hoặc binh sĩ của quốc gia. Những người tự cày cấy trồng trọt là lực lượng trọng yếu trong hoạt động sản xuất nông nghiệp đương thời. Họ phải thực hiện các nghĩa vụ tô điều, tạp thuế, lao dịch và binh dịch cho triều đình; vì thế mà nhiều nông dân tự canh đã phá sản và phải lưu vong, trở thành bộ khúc hoặc điền khách của thế tộc. Thời Nam-Bắc triều vẫn tiếp tục thi hành "thế binh chế" có từ thời Tam Quốc, các "binh hộ" truyền đời đảm nhiệm việc binh, thời bình cũng phải nộp tô điều. Do thợ thủ công nghiệp rất ít, cho nên quan phủ khống chế hết sức nghiêm ngặt với "tạp hộ" hoặc "bách công hộ", "bách công hộ" sau khi chuyển sang khu vực sản xuất của quan phủ thì hình thành nên các phố xưởng, truyền nghề cho thế hệ sau. Nếu như quý tộc và quan lại tự chiếm bách công hộ thì thường sẽ bị trừng trị. Tại Bắc triều còn có "tân dân" và "thành dân"; "tân dân" là những người dân hoặc thợ thủ công thuộc các dân tộc di dời quy mô lớn đến khu vực thủ đô dưới thời Bắc Ngụy Đạo Vũ Đế nhằm tăng cường quốc lực, xét theo số khẩu mà được nhận ruộng; "thành dân" là những người dân bị chinh phục, bị buộc phải thiên di, được bố trí đến sống tại các châu và có thân phận giống như nô lệ; thành dân có cấu trúc dân tộc phức tạp và phân bố trên quy mô rộng.
Ở phương nam, vào khoảng thời Tấn mạt-Tống sơ, mô hình đại gia đình chuyển thành tiểu gia đình, người trong cùng một gia tộc không làm chung nghề phải lên đến bảy phần, lạnh nhạt với nhau. Điều này là do sau khi tông tộc phát triển, các gia đình giàu nghèo khác biệt, nếu như không cùng chung hoạn nạn từ bên ngoài thì sẽ dễ dàng phân ly; do đó phương thức đánh thuế dựa trên đại gia tộc trở nên vô dụng. Ở phương bắc, do ngoại tộc cần đoàn kết hợp tác nên vẫn duy trì được chế độ đại gia tộc. Do người Hán có cơ hội được tham gia chính quyền của người Hồ, truyền thống văn hóa và thể chế của Trung Quốc dần dần tiếp nhận các yếu tố ngoại tộc, song vẫn còn thịnh hành các phong tục như "tài hôn".
Thời Nam-Bắc triều, các dân tộc du mục và dân tộc nông nghiệp diễn ra Hồ-Hán dung hợp văn hóa, các dân tộc du mục trên thảo nguyên phương bắc không ngừng Hán hóa trong quá trình tiến vào Trung Nguyên, trong khi các thế tộc người Hán do muốn tránh chiến loạn nên đem gia đình dời đến phương nam, xúc tiến việc người Hán và các dân tộc khác ở phương nam tiến hành tiếp xúc và dung hợp. Do đó, người Hán vào thời Tùy-Đường không giống như người Hán vào thời Tần-Hán, các dân tộc ở hai lưu vực Hoàng Hà và Trường Giang lấy người Hán làm chủ thể mà dụng hợp và hình thành nên "tân Hán tộc". Thời Nam triều, chính quyền 5 lần lần tiến hành "thổ đoạn", trong đó "Nghĩa Hy thổ đoạn" do Tống Vũ Đế Lưu Dụ tiến hành vào năm 413 là đáng kể nhất, khiến cho các châu huyện của kiều dân dần dần biến mất. Bắc Ngụy Hiếu Văn Đế thúc đẩy phong trào Hán hóa, dung hợp hoàng tộc Tiên Ti với thế tộc người Hán, đổi họ của hoàng tộc từ "Thác Bạt" sang "Nguyên", cấm dùng tiếng Tiên Ti; Thượng trụ Tây Ngụy là Vũ Văn Thái nghe theo kiến nghị của Tô Xước mà lập chính sách Quan Trung bản vị. Tuy nhiên, quá trình dung hợp không thể tránh khỏi sản sinh xung đột tư tưởng, đấu tranh chính trị hoặc xung đột chủng tộc. Ví dụ như Bắc Ngụy Thái Vũ Đế nhân "sự kiện tu quốc sử" mà diệt tông tộc của trọng thần Thôi Hạo và các họ khác có liên hệ. Bắc Ngụy Hiếu Văn Đế thúc đẩy phong trào Hán hóa khiến cho quý tộc Tiên Ti ở Lạc Dương và người Tiên Ti ở Lục trấn xảy ra mâu thuẫn, phát sinh phong trào Tiên Ti hóa để phản kháng văn hóa Hán, cuộc cùng dẫn đến loạn Lục trấn. Đông Ngụy và Bắc Tề do người Tiên Ti Lục trấn và người Hán bị Tiên Ti hóa làm chủ, duy trì tinh thần thượng võ, đề xướng văn hóa Tiên Ti, cực lực bài xích văn hóa Hán. Cuối cùng triều Bắc Chu dung hợp văn hóa Hồ-Hán và triều Tùy Hán hóa tiêu diệt triều Bắc Chu và Nam triều Trần, khởi đầu cho đế quốc Tùy-Đường mang tính chất "Thiên hạ một nhà".
| Niên đại                                                                                    | Số hộ        | Số khẩu                 | Ghi chú |
| ------------------------------------------------------------------------------------------- | ------------ | ----------------------- | --- |
| Năm Đại Minh thứ 8 (464) thời Lưu Tống Hiếu Vũ Đế                                           | 906.874 hộ   | 4.685.501 người         | |
| Năm Đại Đồng thứ 5 (539) thời Lương Vũ Đế                                                   | không rõ     | khoảng 11.000.000 người | |
| Năm Thái Thanh thứ 3 (548) thời Lương Vũ Đế                                                 | không rõ     | khoảng 12.000.000 người | |
| Năm Thái Kiến thứ 9 (577) thời Trần Tuyên Đế                                                | 600.000 hộ   | 2.400.000 người         | Trong loạn Hầu Cảnh, một lượng lớn nhân khẩu khu vực trung hạ du Trường Giang thiệt mạng, đất Thục mất về tay Tây Ngụy từ 552-553 |
| Năm Chính Quang thứ 1 (520) thời Bắc Ngụy Hiếu Minh Đế                                      | 5.000.000 hộ | 30.000.000 người        | "Văn hiến thông khảo" thuyết "thời này hộ khẩu tối thịnh, tăng gấp bội so với thời Thái Khang nhà Tấn"                            |
| Thời điểm Bắc Ngụy phân thành Đông Ngụy và Tây Ngụy (534)                                   | 3.375.368 hộ | không rõ                | |
| Năm Thừa Quang thứ 1 (577) thời Bắc Tề Ấu Chủ                                               | 3.032.528 hộ | 20.006.880 người        | |
| Năm Đại Định (581) thời Bắc Chu Tĩnh Đế                                                     | 4.622.528 hộ | 29.016.484 người        | |
| Ghi chú: Số liệu lấy từ Số liệu có sự sai lệch, trong thực tế số hộ khẩu cao hơn khá nhiều. |              |                         | |

## Thời Tùy
Thời Ngũ Hồ thập lục quốc và Nam-Bắc triều, các dân tộc du mục và dân tộc nông nghiệp có sự giao thoa về văn hóa, đến Tùy triều thì hình thành Hán-Hồ dung hợp văn hóa, các dân tộc ở lưu vực Hoàng Hà và Trường Giang dung hợp, lấy tộc Hán làm chủ thể, tạo thành tộc Hán mới. Thời kỳ Ngụy-Tấn-Nam-Bắc triều, do chiến tranh kéo dài nên số hộ khẩu trên thực tế suy giảm; do chiến tranh và thuế nặng nên người dân che giấu về hộ khẩu, dẫn đến số hộ điều tra được ít hơn so với thực tế; thế tộc có nhu cầu sử dụng một lượng lớn nhân lực để sản xuất nông nghiệp, bao gồm những người trốn tránh việc nộp thuế. Xuất hiện hiện tượng "bách thất hợp hộ, thiên đinh cộng tịch" (trăm nhà hợp thành một hộ, nghìn đinh cùng chung hộ tịch), khiến số hộ khẩu mà triều đình thống kê được ít hơn nhiều con số thực tế. Đến thời Tùy, số hộ khẩu bắt đầu tăng lên nhanh chóng, chủ yếu là do thuế nhẹ và lao dịch ít, cộng thêm việc chính trị thế tộc và chế độ trang viên bị suy yếu, nhân dân tình nguyện thoát ly sự bảo hộ của thế tộc để tự lập môn hộ. Do thống kê chính xác số khẩu sẽ đảm bảo được nguồn thu thuế, Cao Quýnh lệnh cho các quan châu huyện đều phải kiểm tra hộ khẩu mỗi năm, do vậy địa phương không thể che giấu nhân khẩu. Năm Khai Hoàng thứ 5 (585) thời Tùy Văn Đế, Hoàng đế hạ lệnh cho quan châu huyện kiểm tra hộ khẩu, thân thuộc có quan hệ xa từ "đường huynh đệ" (anh em con chú con bác) trở đi đều phải tách hộ tịch, đồng thời mỗi năm thống kê một lần, do vậy phương bắc thống kê được thêm hơn 1,64 triệu khẩu.
Thời Tùy, nhân khẩu gia tăng nhanh chóng, diện tích đất canh tác được mở rộng và kho lương quốc gia dồi dào. Theo "Tùy thư-Địa lý chí", theo số liệu từ các quận thì toàn quốc có 9.073.926 hộ, khôi phục số hộ dưới thời Đông Hán trước đó 4 thế kỷ, năm 613 có 44,5 triệu người. Trong vòng 26-27 năm, quốc gia tăng thêm 428 vạn hộ, nhân khẩu tăng thêm hơn 17 triệu người. Cùng với việc lực lượng lao động tăng thêm, kinh tế-xã hội cũng xuất hiện cảnh tượng phồn vinh, thu nhập của triều đình tăng lên. Năm 592, dự trữ lương thực và lụa hoa chất cao như núi, sử tịch thuật lại là phủ khố đều đầy ắp, buộc phải tích trữ ở dưới hiên, ở một mức độ nhất định đã phản ánh sự phát triển của nền nông nghiệp thời Tùy.
| Niên đaị                                                                                  | Số hộ                    | Số khẩu                            | Ghi chú |
| ----------------------------------------------------------------------------------------- | ------------------------ | ---------------------------------- | --- |
| Năm Khai Hoàng thứ 9 (589) thời Tùy Văn Đế                                                | 7.000.000 hộ             | khoảng 40.000.000 người            | Tùy Văn Đế phát động chiến tranh Tùy diệt Trần, Nam triều diệt vong.                                                                                             |
| Năm Khai Hoàng thứ 17 (597) thời Tùy Văn Đế                                               | 8.700.000 hộ             | 44.500.000 người                   | |
| Năm Đại Nghiệp thứ 5 (609) thời Tùy Dạng Đế                                               | 8.907.546 hộ             | 46.019.956 người                   | Thời kỳ Tùy có số hộ khẩu tối đa, khôi phục số hộ khẩu thời Đông Hán.                                                                                            |
| Năm Đại Nghiệp thứ 9 (613) thời Tùy Dạng Đế                                               | 8.613.345 hộ (ước lượng) | khoảng 44.500.000 người            | Năm 612, Tùy Dạng Đế thất bại khi chinh phục Cao Câu Ly, hơn 30 vạn quân Tùy đi tham chiến chỉ có 2.700 người trở về. Năm 613, thì phát sinh "dân biến Tùy mạt". |
| Năm Nghĩa Ninh thứ 2 (618) thời Tùy Cung Đế                                               | 1.800.000 hộ             | khoảng 9.259.200 người (ước lượng) | Trung Quốc ở trong tình trạng quân phiệt cát cứ, Lý Uyên phế Tùy Cung Đế, lập triều Đường,                                                                       |
| Ghi chú： Số liệu lấy từ "Văn hiến thông khảo quyển 10• hộ khẩu khảo nhất" và Đường thư。 |                          |                                    | |

## Thời Đường
Triều Đường từ đầu những năm Vũ Đức (618-626) đến cuối những năm Thiên Bảo (742-756) théo thống kê thì có số nhân khẩu và hộ khẩu thấp hơn triều Tùy, có khả năng là do pháp lệnh không được thi hành, người dân giấu giếm hộ khẩu không báo cáo, như vậy số liệu do sử tịch ghi lại ít hơn so với con số thực tế. Theo "Cựu Đường thư", vào năm Đức Nguyên thứ 1 (618), Đại Đường có 1,8 triệu hộ; đến năm Vũ Đức thứ 7 (624) có 2,19 triệu hộ; đến năm Trinh Quán thứ 13 (639) có 3,04 triệu hộ; đến năm Trinh Quán thứ 22 (648) có 3,6 triệu hộ; năm Vĩnh Huy thứ 3 (652) có 3,8 triệu hộ. Căn cứ theo "Thông điển- quyển 7- thực hóa" thì vào năm Thiên Bảo 13 (754), toàn quốc có 9.069.154 hộ, 52.880.488 khẩu. Theo sử liệu thì triều Đường phải mất 100 năm thì mới phục hồi qua mức hộ khẩu vào thời cực thịnh của triều Tùy.
Đương thời, toàn quốc có 15 đạo, nhân khẩu khu vực phía bắc Tần Lĩnh-Hoài Hà là 30 triệu, các khu vực đông dân nhất là hai đạo Hà Nam và Hà Bắc cùng với khu vực Hoài Bắc; tổng nhân khẩu các khu vực còn lại là gần 20 triệu. Thủ đô Kinh Triệu phủ Trường An có 1,96 triệu người, đông đô Hà Nam phủ Lạc Dương có 1,18 triệu người. Ngụy Châu với 1,1 triệu người là một đầu mối giao thông nằm ven Đại Vận Hà vào thời Tùy-Đường. Nhân khẩu của Hà Đông đạo đạt 3,72 triệu, Quan Nội đạo có 1,5 triệu, Lũng Hữu đạo có số nhân khẩu thấp nhất với chỉ 53 vạn. Trong số các đạo ở phương nam, Giang Nam Đông đạo có số nhân khẩu đông nhất với 6,61 triệu, kế đến là Kiếm Nam đạo với 4,09 triệu, trong đó Thành Đô phủ có 92 vạn nhân khẩu, Giang Nam Tây đạo có 3,72 triệu nhân khẩu, Hoài Nam đạo có 2,27 triệu, Lĩnh Nam đạo có 1,16 triệu, Kiềm Trung đạo là đạo ít dân nhất toàn quốc với chỉ 16 vạn.
Trong loạn An Sử, tình hình xã hội và sản xuất ở phương bắc bị phá hoại, nhân khẩu phương bắc dời về phương nam hoặc tử vong. Sau khi kết thúc loạn An Sử, theo sử sách thì số nhân khẩu chỉ còn lại một phần ba so với trước loạn An Sử, từ đó số nhân khẩu của triều Đường không khôi phục được nữa, theo ước lượng thì vào trung kỳ triều Đường, toàn quốc có khoảng 4-5 triệu hộ. Phân bổ nhân khẩu cũng có sự biến hóa, vào thời sơ Đường khu vực Hoa Bắc chiếm 75% tổng số nhân khẩu, còn Hoa Nam chiếm 25%; song đến khi triều Đường diệt vong thì mỗi khu vực chiếm một nửa tổng số nhân khẩu. Phương nam thu hút di dân phương bắc, như Thanh Hà quận ở Hà Bắc trước loạn An Sử có 80 vạn nhân khẩu song sau đó giảm xuống còn 10 vạn. Hậu kỳ triều Đường xảy ra tình trạng phiên trấn cát cứ và loạn Hoàng Sào, tình trạng nhân dân dời về phương nam tị nạn trở nên nghiêm trọng hơn. Từ sau loạn An Sử đến cuối thời Đường là làn sóng lớn dời về phương nam thứ hai trong lịch sử nhân khẩu Trung Quốc, kéo theo đó là phương nam trên các phương diện kinh tế-văn hóa đều vượt qua phương bắc. Trong thời Ngũ Đại Thập Quốc, trong số 9 nước ở phương nam thì có sáu nước có quân chủ là di dân từ phương bắc.
- Năm Vũ Đức thứ 1 (618) thời Đường Cao Tông: 1.800.000 hộ
- Năm Vũ Đức thứ 5 (623) thời Đường Cao Tông: 2.190.000 hộ[35]
- Năm Trinh Quán thứ 2 (628) thời Đường Thái Tông: 2.900.000 hộ[36]
- Năm Trinh Quán thứ 13 (639) thời Đường Thái Tông: 3.041.871 hộ, 12.351.681 người.[37]
- Năm Trinh Quán thứ 20 (646) thời Đường Thái Tông: 3.600.000 hộ.
- Năm Vĩnh Huy thứ 3 (652) thời Đường Cao Tông: 3.800.000 hộ[38]
- Năm Thần Long thứ 1 (705) thời Đường Trung Tông: 6.156.141 hộ, 37.140.000 người[39]
- Năm Khai Nguyên thứ 14 (726) thời Đường Huyền Tông: 7.069.565 hộ, 41.419.712 người.[40]
- Năm Khai Nguyên thứ 20 (732) thời Đường Huyền Tông: 7.861.236 hộ, 45.431.265 người.[40]
- Năm Khai Nguyên thứ 22 (734) thời Đường Huyền Tông: 8.018.710 hộ, 46.285.161 người.[41]
- Năm Khai Nguyên thứ 28 (740) thời Đường Huyền Tông: 8.412.871 hộ, 48.143.609 người.[42]
- Năm Thiên Bảo thứ 1 (742) thời Đường Huyền Tông: 8.525.763 hộ, 48.909.800 người.[43]
- Năm Thiên Bảo thứ 13 (754) thời Đường Huyền Tông: 9.619.254 hộ, 52.880.488 người.[44]
- Năm Thiên Bảo thứ 14 (755) thời Đường Huyền Tông: 8.914.709 hộ, 52.919.309 người.[45]
- Sử gia đương thời Đỗ Hựu ước tính vào năm này Đại Đường có trên dưới 14 triệu hộ, nhân khẩu đạt từ 75-80 triệu người.
- Căn cứ theo "Trung Quốc nhân khẩu phát triển sử" của Cát Kiếm Hùng, vào những năm Thiên Bảo thời Đường Huyền Tông là thời điểm nhân khẩu triều Đường đạt cực thịnh với khoảng 80-90 triệu người.
- Năm Càn Nguyên thứ 3(760) thời Đường Túc Tông: 2.933.174 hộ, 16.993.806 người. (chỉ có 169 châu báo cáo số hộ khẩu, không bằng một nửa số đơn vị trước loạn An Sử)
- Năm Quảng Đức thứ 2 (764) thời Đường Đại Tông: 2.933.125 hộ, 16.900.000 người.
- Năm Kiến Trung thứ 1 (780) thời Đường Đức Tông: 3.805.076 hộ (có thuyết nói là hơn 3,1 triệu hộ)[46]
- Năm Nguyên Hòa thứ 2 (807) thời Đường Hiến Tông: 2.473.963 hộ. (71 châu chưa báo cáo)
- Năm Nguyên Hòa thứ 15 (820) thời Đường Hiến Tông: 2.375.400 hộ, 15.760.000 người.[47]
- Năm Trường Khánh (824) thời Đường Mục Tông: 3.944.595 hộ.
- Năm Bảo Lịch (826) thời Đường Kính Tông: 3.978.982 hộ
- Năm Khai Thành thứ 4 (839) thời Đường Văn Tông: 4.996.752 hộ.
- Năm Hội Xương thứ 1 (845) thời Đường Vũ Tông: 4.955.151 hộ.
- Năm Đại Trung thứ 13 (859) thời Đường Tuyên Tông: ước lượng toàn quốc có 33.000.000 người.
- Năm Thiên Phục thứ 3 (907) thời Đường Ai Đế: toàn quốc có tổng cộng 20.000.000 người.

## Thời Ngũ Đại Thập Quốc
Từ hậu kỳ triều Đường đến thời Ngũ Đại Thập Quốc, do chiến loạn kéo dài và thiên tai nên kinh tế khu vực Trung Nguyên bị tàn phá rất nặng. Sau loạn Hoàng Sào, trong suốt 60-70 năm, chiến sự lớn nhỏ không dừng. Binh dịch và các loại lao dịch ở khu vực Hoa Bắc rất nặng nhọc, quần chúng thường bị thảm sát. Chiến tranh và lao dịch nặng nhọc khiến hàng vạn người chết đói hoặc lưu tán tha hương. Giả dụ như vào hậu kỳ triều Đường, Tần Tông Quyền từ Thái châu đánh ra tứ phía, từng đánh chiếm Đông Đô, hình thành tình huống "nhìn xa nghìn lý, không thấy khói lửa". Khi Chu Ôn giao chiến với Thì Phổ ở Từ châu, nông nghiệp ba châu Từ, Tứ và Hào bị phá hoại nghiêm trọng. Khi Chu Ôn giao chiến với Lưu Nhân Cung ở Hà Bắc, một dải từ Ngụy châu đến Thương châu bị phá hoại, trận chiến ở Định châu khiến cho hơn 6 vạn người tử thương. Khu vực Trường An, Lạc Dương vốn là nơi tập trung tinh hoa của triều Đường, song khi Chu Ôn buộc Đường Chiêu Tông đông thiên, ông ta cũng buộc người dân phải thiên di, đồng thời phá bỏ phòng ốc, đốt cháy hoàn toàn, không đầy 100 hộ trở về. Sau đó, xảy ra chiến sự giữa Hậu Lương và Tấn, khiến cho vùng Tấn Nam-Dự Bắc có không ít địa phương "làng không thóc lúa, ấp không khói lửa". Để ngăn chặn quân Tấn, Hậu Lương từng vài lần làm vỡ đê Hoàng Hà, khiến vùng Hà Nam và Sơn Đông nước lụt tràn ngập, dân không kham nổi. Đến giữa thời kỳ Hậu Đường và Hậu Tấn, khu vực Hoa Bắc bị Khiết Đan Quốc tiến đánh và quấy nhiễu; đất Yên châu Lô Long nhiều lần bị kị binh Khiết Đan cướp bóc đốt phá, trong vài nghìn lý "dân vật đãi tận". Đặc biệt là sau khi quân Khiết Đan nam hạ đánh chiếm Biện châu, trong phạm vi hàng trăm lý giữa Khai Phong và Lạc Dương, dân cư chỉ còn rất ít, bách tính Tương châu có đến hơn vạn người bị giết chết. Thời Hậu Hán, các phiên trấn như Hà Trung và Phượng Tường phản lại triều đình, thi thể người chết trận và chết đói có trên 20 vạn. 12 châu của Bắc Hán vào thời thịnh Đường có đến 28 vạn hộ, song vào lúc Bắc Hán mất nước vào tay Bắc Tống thì chỉ có hơn 3 vạn hộ, tức là chỉ còn lại 1/8 so với thời thịnh Đường. Năm 838, thời Đường Văn Tông, Đại Đường có 4,99 triệu hộ, đến khi triều Tống thống nhất Trung Quốc thì có 3,79 triệu hộ, tức trong vòng 140 năm giảm đi 120 vạn hộ, qua đó có thể thấy thời Đường mạt và Ngũ Đại, chiến loạn kịch liệt còn dân sinh thì thống khổ.
Hậu kỳ triều Đường, phương nam chịu ảnh hưởng từ biến Bàng Huân và loạn Hoàng Sào, tuy nhiên sang đến thời Thập Quốc thì có tương đối ít các cuộc chiến tranh lớn, chính cục tương đối ổn định, có lợi cho việc khôi phục và phát triển kinh tế- xã hội. Lại thêm việc sau khi triều Đường suy yếu, Trung Nguyên bất ổn định, có không ít người nối tiếp nhau tiến về phương nam để đến Giang Nam, Hồ Quảng và Ba Thục, xa nhất đến tận đất Lưỡng Quảng. Quan Nội đạo, Hà Nam đạo, Hà Bắc đạo đều có hộ khẩu giảm sút rất nhiều; song ở các nơi phương nam như Tô châu, Ngạc châu, Hồng châu, Nhiêu châu, Cát châu, Tương châu, Dĩnh châu, Đường châu, Hành châu, Quảng châu đều có hộ khẩu tăng đáng kể. Theo cách nói đương thời, thì trong số hộ khẩu tại Tô châu, một phần ba là từ phương bắc đến; ở Vũ Xương số hộ khẩu tăng gấp ba lần chỉ trong vòng hai năm, đều phản ánh việc có nhiều người di cư về phương nam, khiến phân bổ nhân khẩu khá tập trung ở phương nam. Việc ổn định lâu dài có lợi cho phát triển sản xuất, khiến phủ khố của Thập Quốc dần trở nên đầy đủ. Mạt kỳ Ngũ Đại Thập Quốc, hộ khẩu Hậu Chu và Bắc Hán không quá 100 vạn, các nước phương nam thì lại đạt đến trên 270 vạn hộ. Trong số các nước, đông nhất là Nam Đường với khoảng 65 vạn hộ, tiếp đến là Ngô Việt với khoảng 55 vạn hộ, Hậu Thục có khoảng 53 vạn hộ. Tổng nhân khẩu của ba nước này đương thời chiếm một nửa dân số toàn Trung Quốc. Đến khi triều Tống thống nhất Trung Quốc, khu vực Hoa Bắc nguyên thuộc Hậu Chu và Bắc Hán có khoảng 100 vạn hộ, song khu vực phương nam nguyên thuộc chín nước thì có 230 vạn hộ. Những năm đầu Bắc Tống, tỉ lệ nhân khẩu nam bắc đại ước là 6:4.
- Năm 958, Nam Đường cắt đất Giang Bắc (tức Hoài Nam) với 226.574 hộ cho Hậu Chu.
- Hậu Chu (959): 2.309.812 hộ.[52]
- Kinh Nam (963): 142.300 hộ.
- Vũ Bình (963): 97.388 hộ.
- Hậu Thục (965): 534.029 hộ.
- Nam Hán (971): 170.263 hộ.
- Nam Đường (975): 655.065 hộ.
- Bắc Tống (976): 3.090.504 hộ (chủ hộ)
- Thanh Nguyên (978): 151.918 hộ.
- Ngô Việt (978): 550.680 hộ.
- Bắc Hán (979): 35.250 hộ.

## Thời Tống-Liêu-Hạ-Kim
Theo ghi chép trong "Thái bình hoàn vũ ký", năm Thái Bình Hưng Quốc thứ 5 (980), toàn Đại Tống có 6.499.145 hộ với khoảng 32,5 triệu người. Theo ghi chép trong "Nguyên Phong cửu vực chí", vào những năm Nguyên Phong (1078-1085), toàn quốc có 16 triệu hộ. Căn cứ theo "Tống sử-Địa lý chí", năm Sùng Ninh thứ 1 (1102) thời Tống Huy Tông, toàn quốc có 17,3 triệu hộ. Năm Đại Quan thứ 5 (1110) thời Tống Huy Tông, Tống có 20.882.258 hộ, nhân khẩu khoảng 112,75 triệu. Ước tính vào năm Tuyên Hòa thứ 2 (1120), có 22 triệu hộ, nhân khẩu khoảng 118,8 triệu. Sau "họa Tĩnh Khang", lại xuất hiện hiện tượng cư dân Trung Nguyên dời về phương nam với số lượng lớn, có hai làn sóng: làn sóng thứ nhất là từ "sự kiện Tĩnh Khang" (1125-1127) đến "hòa nghị Thiệu Hưng" (1141), làn sóng thứ hai là trong thời gian hoàng đế Kim Hoàn Nhan Lượng xâm chiếm phương nam. Nhân khẩu phương nam do vậy tăng thêm rất nhiều, theo ước tính, vào năm Gia Định thứ 11 (1218) tức thời điểm đỉnh cao của Nam Tống, toàn quốc có 13,6 triệu hộ. Năm Thiệu Hưng thứ 32 (1162) so với năm Sùng Ninh thứ 1, Lưỡng Chiết lộ tăng thêm thêm 26 vạn hộ, Giang Nam Tây lộ tăng thêm 42 vạn hộ, Phúc Kiến lộ tăng thêm 33 vạn hộ, Đồng Xuyên Phủ lộ tăng thêm 24 vạn hộ, Quỳ Châu Phủ lộ tăng thêm 14 vạn hộ. Thời Tống, nhân khẩu thành thị tăng mạnh, có 50 thành thị có trên 10 vạn hộ, trong đó nhân khẩu Lâm An vượt 1,24 triệu hộ (1274), nhân khẩu Biện Lương trên 1,8 triệu hộ (1125), đương thời là một trong số các thành thị đông nhất trên thế giới.
Trong những năm Sùng Ninh thời Tống Huy Tông, trong số các lộ ở phương bắc thì Kinh Kỳ lộ có nhân khẩu tập trung nhất, năm Nguyên Phong thứ 6 (1083) có 23 vạn hộ, năm Sùng Ninh thứ nhất có 26 vạn hộ; song Vĩnh Hưng quân lộ có 100 vạn hộ, Kinh Triệu phủ với trung tâm là Trường An có 23 vạn hộ, nguyên nhân do đây là tiền tuyến trong chiến tranh giữa Tống và Tây Hạ. Nhân khẩu phương nam tập trung chủ yếu tại các lộ: Lưỡng Chiết, Giang Nam Đông-Tây, Phúc Kiến, Xuyên Thiểm. Hộ khẩu của năm lộ này đạt 5,71 triệu hộ, tức một nửa số hộ của phương nam. Trong đó, Lưỡng Chiết lộ là đông nhất với 1,97 triệu hộ, tiếp đến là Giang Nam Tây lộ với 1,66 triệu hộ, Giang Nam Đông lộ với 1,01 triệu hộ, Phúc Kiến lộ với 1,06 triệu hộ, hai lộ Hoài Nam Đông-Tây có tổng cộng khoảng 1,3 triệu hộ, bốn lộ Xuyên-Hiệp có tổng cộng 2 triệu hộ (năm 1231 có 5 triệu hộ), hai lộ Kinh Hồ Nam-Bắc có tổng cộng 1,4-1,5 triệu hộ, hai lộ Quảng Nam Đông-Tây có tổng cộng hơn 80 vạn hộ, Kinh Tây-Nam có tổng cộng 40 vạn hộ.
Mặc dù người Hán đến định cư trên đảo Hải Nam từ trước Công nguyên, song phải đến thời Tống thì mới có các nỗ lực nhằm đồng hóa người Lê sống trên vùng núi - những người này khi đó đang chiến đấu chống lại và đẩy lui người Hán nhập cư.
| Niên đại                                                                                           | Số hộ                                                    | Số khẩu                 | Ghi chú                                                   |
| -------------------------------------------------------------------------------------------------- | -------------------------------------------------------- | ----------------------- | --------------------------------------------------------- |
| Năm Thái Bình Hưng Quốc thứ 5 (980) thời Tống Thái Tông                                            | 649.9145 hộ                                              | 32.500.000 người        |                                                           |
| Năm Chí Đạo thứ 3 (997) thời Tống Thái Tông                                                        | 4.131.576 hộ (chủ hộ), ước tính thực tế có 5.242.105 hộ. |                         |                                                           |
| Năm Thiên Hy thứ 5 (1021) thời Tống Chân Tông                                                      | 6.839.331 hộ (chủ hộ), ước tính thực tế có 8.677.677 hộ. |                         |                                                           |
| Năm Cảnh Hựu thứ 1 (1034) thời Tống Nhân Tông                                                      | 10.296.565 hộ                                            | 26.205.441 khẩu         |                                                           |
| Năm Hoàng Hựu thứ 1 (1053) thời Tống Nhân Tông                                                     | 10.792.705 hộ.                                           |                         |                                                           |
| Năm Gia Hựu thứ 8 (1063) thời Tống Nhân Tông                                                       | 12.462.531 hộ.                                           |                         |                                                           |
| Năm Trị Bình thứ 3 (1066) thời Tống Anh Tông                                                       | 14.181.486 hộ                                            | 20.506.980 nam khẩu     |                                                           |
| Năm Hi Ninh thứ 10 (1077) thời Tống Anh Tông                                                       | 14.245.270 hộ                                            | 30.807.211 nam khẩu     | năm 1069, biến pháp Vương An Thạch                        |
| Năm Nguyên Hựu thứ 1 (1086) thời Tống Thần Tông                                                    | 17.957.092 hộ                                            | 40.072.606 khẩu         |                                                           |
| Năm Thiệu Thánh thứ 1 (1094) thời Tống Triết Tông                                                  | 19.120.921 hộ                                            | 42.566.243 nam khẩu     |                                                           |
| Năm Nguyên Phù thứ 3 (1100) thời Tống Triết Tông                                                   | 19.960.812 hộ                                            | 44.914.991 nam khẩu     |                                                           |
| Năm Sùng Ninh thứ 1 (1102) thời Tống Huy Tông                                                      | 20.264.370 hộ                                            | 45.324.154 nhân đinh    |                                                           |
| Năm Đại Quan thứ 4 (1110) thời Tống Huy Tông                                                       | 20.882.258 hộ                                            | 112.750.000 người       |                                                           |
| Năm Tuyên Hòa thứ 2 (1120) thời Tống Huy Tông                                                      | 22.000.000 hộ                                            | 118.800.000 người       |                                                           |
| Năm Thiệu Hưng thứ 31 (1161) thời Tống Cao Tông                                                    | 11.364.337 hộ                                            | 24.202.301 nam khẩu     | Thời Nam Tống                                             |
| Năm Thiệu Hưng thứ 32 (1162) thời Tống Cao Tông                                                    | 11.139.850 hộ                                            | 33.112.327 nam khẩu     |                                                           |
| Năm Thuần Hy thứ 5 (1178) thời Tống Hiếu Tông                                                      | 12.976.123 hộ                                            | 28.558.940 nam khẩu     |                                                           |
| Năm Thiệu Hy thứ 4 (1193) thời Tống Quang Tông                                                     | 12.302.873 hộ                                            | 27.845.085 nam khẩu     |                                                           |
| Năm Gia Định thứ 11 (1218) thời Tống Ninh Tông                                                     | 13.600.000 hộ                                            | khoảng 80.600.000 người |                                                           |
| Năm Gia Định thứ 16 (1223) thời Tống Ninh Tông                                                     | 12.670.801 hộ                                            | 28.320.085 nam khẩu     | có thuyết nói năm này có 15,5 triệu hộ, 80,60 triệu người |
| Năm Cảnh Định thứ 5 (1264) thời Tống Lý Tông                                                       | 5.696.989 hộ                                             | 13.026.532 nam khẩu     | Từ năm 1235 trở đi xảy ra chiến tranh với Mông Cổ         |
| Chú: Số liệu được lấy từ "Thái bình hoàn vũ ký", "Nguyên Phong cửu vực chí", "Tống sử-Địa lý chí", |                                                          |                         |                                                           |

Căn cứ theo Liêu sử được học giả hiện đại khảo đính, vào năm Càn Thống thứ 10 (1110) thời Liêu Thiên Tộ Đế, nhân khẩu Liêu quốc đạt mức tối đa là hơn 1,5 triệu hộ, 10.569.288 người. Phong tục xã hội của người Khiết Đan khác biệt với người Hán, người Khiết Đan cai trị người Hán ở Yên Vân thập lục châu giống như cách thức ở Trung Nguyên, người Khiết Đan ở phương bắc vẫn sinh hoạt theo tục cũ, hai tộc người cũng hỗn tạp ở những vùng ranh giới.
Do Tây Hạ áp dụng chế độ toàn dân đều là binh lính nên có thể dựa vào số lượng binh lực để suy ra lượng nhân khẩu. Ngày nay có nhận định rằng nhân khẩu Tây Hạ không thấp hơn 30 vạn hộ, không cao hơn 2 triệu hộ. Theo "Tống sử" ghi lại thì Tây Hạ có 50 vạn đại quân Tây Hạ cũng là một triều đại đa dân tộc, với chủ thể là tộc Đảng Hạng, cùng với tộc Hán, Hồi Cốt và Thổ Phồn. Theo "Trung Quốc nhân khẩu sử" của Ngô Tùng Đệ thì nhân khẩu Tây Hạ vào những năm Sùng Tông (1100) thời Sùng Tông đạt mức tối đa là khoảng 3 triệu người.
Sau Nghị hòa Thiệu Hưng năm 1141, tình trạng nhân khẩu giảm thiểu ở phương bắc từ sau sự biến Tĩnh Khang bắt đầu được khắc phục ở mức độ nhất định, đến năm 1207 thời Kim Chương Tông thì đạt 53.532.151 người, cũng là mức tối đa của Đại Kim. Đương thời, tổng nhân khẩu của Kim, Nam Tống, Tây Hạ ước tính là khoảng 136 triệu người. Trong lần thống kê nhân khẩu chuẩn xác thứ tư của triều Kim, mỗi hộ bình quân có trên 6 khẩu, quy mô hộ dưới triều Kim đông đảo, có quan hệ nhất định với việc các quý tộc và mãnh an-mưu khắc sử dụng một lượng lớn nô bộc.
Kim Thái Tổ và Kim Thái Tông khi thống trị Trung Nguyên đã đưa hơn 1 triệu người Nữ Chân đến vùng đất hạ du Hoàng Hà vỗn đã có nhân khẩu đông đúc, dùng biện pháp hy sinh lợi ích của người Hán phục vụ cho người Nữ Chân, mục đích là để đáp ứng cho sinh hoạt và quân sự của họ. Cùng lúc với việc đưa những di dân mới người Nữ Chân đến chiếm lĩnh đất đai Trung Nguyên, người Khiết Đan và người Hán bị đưa đến nội địa của triều Kim (tức vùng Mãn Châu ngày nay). Trong cuộc chiến tranh chống Liêu, quân Kim từng bắt được một lượng lớn người Khiết Đan và người Hán làm nô lệ. Sau đó, Kim Thái Tổ từng hạ chiếu cấm chỉ giam giữ bách tính chịu đầu hàng, cấm chỉ nhà quyền thế mua dân nghèo làm nô lệ, lại quy định những người từng bán thân làm nô lệ có thể dùng công lao động để chuộc thân, song trên thực tế khả năng nô lệ có thể tự chuộc thân là rất thấp. Cư dân người Hán bị buộc phải thiên di không thể không trở thành nô lệ với số lượng lớn. Triều đình Kim đối với nhân dân khu vực chịu đầu hàng tuân phục thì áp dụng biện pháp cưỡng bách thiên di đến nội địa. Như cư dân các châu huyện Sơn Tây bị buộc phải thiên di với số lượng lớn đến Hồn Hà lộ thuộc Thượng Kinh của Kim. Cư dân địa khu Thượng Kinh lại được dời đến Ninh Giang châu. Nhân dân Bình châu nổi dậy phản kháng, sau khi bị trấn áp thì phải cùng với cư dân Nhuận châu, Tháp châu, Lai châu, Thiên châu dời đến đông đô Thẩm Dương. Những cư dân này không thể vượt qua khó khăn để tồn tại, buộc phải bán thân làm bô lệ, khiến người Hán hận thù sâu sắc.
| Niên đại | Số hộ                                  | Số khẩu                                            | Ghi chú                                              |
| --- | -------------------------------------- | -------------------------------------------------- | ---------------------------------------------------- |
| Năm Hoằng Thống thứ 2 (1142) thời Kim Hy Tông                                                                                    | khoảng hơn 5 triệu hộ                  | 32.700.000 người                                   |                                                      |
| Năm Đại Định thứ 27 (1187) thời Kim Thế Tông                                                                                     | 6.789.449 hộ 5.599.700 hộ 6.060.723 hộ | 44.705.086 người 39.663.400 người 36.989.014 người |                                                      |
| Năm Minh Xương thứ 1 (1190) thời Kim Chương Tông                                                                                 | 6.939.000 hộ                           | 45.447.900 người                                   |                                                      |
| Năm Minh Xương thứ 6 (1195) thời Kim Chương Tông                                                                                 | 7.223.400 hộ                           | 48.490.400 người                                   |                                                      |
| Năm Thái Hòa thứ 7 (1207) thời Kim Chương Tông                                                                                   | 7.684.438 hộ 8.413.164 hộ              | 45.816.079 người 53.532.151 người                  | Kim sử viết rằng đây là thời kỳ nhân khẩu tối thịnh. |
| Năm Đại An thứ 2 (1210) thời Kim Vên Thiệu Vương                                                                                 |                                        | 53.720.000 người                                   |                                                      |
| Chú: Số liệu lấy theo "Kim sử-Thực hóa chí", "Trung Quốc nhân khẩu phát triển sử". Cát Kiếm Hùng. Phúc Kiến Nhân dân xuất bản xã |                                        |                                                    |                                                      |

## Thời Mông-Nguyên
Nhân khẩu thời Nguyên có điểm đặc trưng, ngay từ thời đế quốc Mông Cổ, dân phương bắc đã không ngừng chạy xuống nam, hiện tượng này đến thời Nguyên Huệ Tông vẫn tiếp tục xảy ra, triều đình Nguyên luôn cấm đoán song không thể chấm dứt được. Trong thời gian đế quốc Mông Cổ chinh phục Tây Hạ, Kim và Nam Tống, quân Mông Cổ thường hay tiến hành đồ sát và cướp bóc trên quy mô lớn Sau đó, do dịch bệnh và mất mùa đói kém nên một lượng lớn nhân khẩu khu vực Đông Á cũng biến mất, trong đó khu vực Hoa Bắc nguyên thuộc Kim và khu vực Xuyên-Thiểm tứ lộ nguyên thuộc Nam Tống hết sức nghiêm trọng. Đây được xem là tai họa thảm khốc nhất trong lịch sử Trung Quốc, cũng là nguyên nhân chính dẫn đến phong trào di dân "Hồ Quảng điền Tứ Xuyên". Sau khi Kim diệt vong năm 1234, khu vực Hoa Bắc ước tính có 1,1 triệu hộ với 6 triệu người, chỉ bằng 13% so với mức 53,53 triệu người vào năm 1208. Trong thời gian chiến tranh Tống-Mông, số người thiệt mạng trong biên cảnh Nam Tống là khoảng 15 triệu người, chủ yếu tập trung tại khu vực Xuyên Thiểm tứ lộ. Sau khi quân Nguyên hoàn toàn tiêu diệt thế lực kháng Nguyên tại Tứ Xuyên vào năm 1279, theo điều tra thì khu vực chỉ còn hơn 9 vạn hộ và hơn 50 vạn người, chỉ bằng 4% so với mức năm 1231 tức trước khi quân Mông Cổ xâm lược Xuyên-Thiểm tứ lộ. Thời Đại Mông Cổ Quốc có 2 lần tiến hành thống kê hộ khẩu, lần thứ nhất là vào năm 1235 khi Oa Khoát Đài Hãn thi hành "Ất Mùi tịch hộ", có tư liệu về nhân khẩu của khu vực Hoa Bắc; lần sau là vào năm 1252 khi Mông Kha Hãn hoàn thành "Nhâm Tý tịch hộ", cho thấy nhân khẩu Hoa Bắc có sự gia tăng ở mức thấp. Năm 1271, Hốt Tất Liệt Hãn cải quốc hiệu thành "Đại Nguyên", kiến lập triều Nguyên. Tuy nhiên, trong thời gian từ thời Nguyên Thành Tông đến những năm đầu Chí Chính thời Nguyên Huệ Tông, chính cục triều Nguyên khổng ổn định, mỗi năm đều phải ứng phó với rất nhiều cuộc khởi nghĩa của nông dân, tuy nhiên về mặt xã hội thì cơ bản có tình trạng ổn định, kinh tế nhìn chung cũng thể hiện tăng trưởng, khiến nhân khẩu gia tăng, theo ước tính vào năm Chí Chính thứ 10 (1351) thì ở mức cao nhất. Những năm Chí Chính (1341-1370) thời Nguyên Huệ Tông, toàn quốc nhiều lần xảy ra mất mùa đối kém và dịch bệnh trên quy mô lớn, cuối cùng bùng phát thành khởi nghĩa Hồng Cân quân, sau cuộc khởi nghĩa này thì nhân khẩu suy giảm rất lớn. Sau khi Minh Thái Tổ kiến quốc có luận: "trong cuộc cách mạng đời trước, tùy tiện tiến hành giết chóc, làm trái ý trời mà hại dân, Trẫm thực không thể nhịn".
Thống kê nhân khẩu vào thời Nguyên không hoàn toàn chuẩn xác, bỏ mất những hộ chạy trốn, đi nương nhờ ở nơi khác. Triều đình không thống kê hộ khẩu của Lĩnh Bắc đẳng xứ hành trung thư tỉnh (vùng Nội Mông-Mông Cổ-nam Siberi), Vân Nam đẳng xứ hành trung thư tỉnh, các cư dân ở những khu vực thổ ty Tây Nam và Tuyên Chính viện (Tây Tạng); nhân khẩu thuộc sở hữu riêng của chư vương, quý tộc, quân tướng Mông Cổ; ngoài "chức sắc hộ kế" ở các châu huyện. Các học giả hiện đại chỉ có thể căn cứ theo số liệu nguyên thủy trong sách sử lưu giữ được để suy đoán, do vậy số liệu có thể sai khác lớn. Hiện tượng nhân khẩu chạy trốn hết sức nghiêm trọng, như vào năm 1241, trong số 1.004.656 hộ có nguyên tịch ở các lộ do Hốt Đô Hổ cai quản, thì có đến 280.746 hộ bỏ trốn, chiếm 28%.
Ngoài ra, mối quan hệ dân tộc ngày càng mật thiết, hiện tượng vãng lai và tạp cư tương đối phổ biến. Từ thời kỳ chiến tranh Mông-Kim, một lượng lớn người Hán không ngừng bị buộc phải dời đến thảo nguyên Mông Cổ hay khu vực nam bắc Thiên Sơn, Liêu Dương đẳng xứ hành trung thư tỉnh và Vân Nam đẳng xứ hành trung thư tỉnh; Các quan viên, quân hộ hay thương nhân người Mông Cổ và Sắc Mục di cư với số lượng lớn đến nội địa Trung Nguyên; khu vực Vân Nam có khoảng trên dưới 10 vạn người Mông Cổ cư trú; các thành thị chính trị như Thượng Đô và Đại Đô, các thành thị thương nghiệp như Hàng Châu, Tuyền Châu, Trấn Giang đều có nhiều người Mông Cổ, người Duy Ngô Nhĩ, người Hồi giáo, người Đảng Hạng, người Nữ Chân hay người Khiết Đan cư trú, giữa các dân tộc có sự giao lưu kinh tế và văn hóa, bang trợ lẫn nhau. Do tỷ lệ người Mông Cổ và người Hán hết sức chênh lệch, văn hóa và chế độ của người Hán cũng ưu việt hơn so với người Mông Cổ, triều đình Nguyên do vậy bảo hộ địa vị của người Mông Cổ, chủ trương Mông Cổ chí thượng chủ nghĩa, thi hành chính sách phân chia chế độ với bốn tầng lớp dân cư: Mông Cổ nhân, Sắc Mục nhân (người Tây Vực và Tây Hạ), Hán nhân (người Hán nguyên thuộc Kim), Nam nhân (người Hán nguyên thuộc Nam Tống). Triều đình Nguyên trao cho Mông Cổ nhân và Sắc Mục nhân quyền lợi rất lớn, bắt Hán nhân và Nam nhân phải chịu thuế và lao dịch nặng, áp bức dân tộc và áp bức giai cấp rất trầm trọng.
| Niên đại | Số hộ                              | Số khẩu                                                          | Ghi chú |
| --- | ---------------------------------- | ---------------------------------------------------------------- | --- |
| Năm thứ 8 (1236) thời Oa Khoát Đài | 1,1 triệu hộ                       | khoảng 6.000.000 người                                           | Thời điểm này, Mông Cổ đã chiếm được khu vực Hoa Bắc nguyên thuộc Tây Hạ và Kim, hoàn thành "Ất Mùi tịch hộ".                                 |
| Năm thứ 2 (1252) thời Mông Kha |                                    | khoảng 11.278.745 người                                          | Năm này hoàn thành Nhâm Tý tịch hộ |
| Năm Trung Thống thứ 1 (1260) | 1.418.499 hộ                       |                                                                  | |
| Năm Chí Nguyên thứ 11 (1274) thời Nguyên Thế Tổ | 15.788.941 hộ 14.134.549 hộ        |                                                                  | Quân Nguyên đánh chiếm Tương Dương, Kiến Khang và Lâm An của Tống, Tạ thái hậu ẵm Tống Cung Đế ra hàng                                        |
| Năm Chí Nguyên thứ 27 (1290) | 13.196.206 hộ khoảng 15.000.000    | 58.834.711 người khoảng 75.306.000 người khoảng 75.000.000 người | Trong đó, 11.840.800 hộ nguyên thuộc Nam Tống, 1.355.406 hộ nguyên thuộc Kim. Số liệu không bao gồm "dân hang núi khe suối" ở khu vực tây nam |
| Năm Chí Nguyên thứ 28 (1291) | 13.430.332 hộ                      | 60.491.230 người khoảng 76.496.000 người                         | Giang Hoài và Tứ Xuyên có 11.430.878 hộ. Nội quân có 1.999.444 hộ và 59.848.964 người, có 429.118 người người du thực và 213.148 tăng ni。    |
| Năm Chí Nguyên thứ 30 (1293) | 14.002.760 hộ                      | khoảng 79.816.000 người                                          | Theo "Nguyên sử" thì đây là con số tối đa |
| Năm Chí Thuận thứ 1 (1330) thời [[Nguyên Văn Tông | 13.400.699 hộ khoảng 17.000.000 hộ | khoảng 84.873.000 người khoảng 85.000.000 người                  | |
| Năm Chí Chính thứ 11 (1351) thời Nguyên Huệ Tông | khoảng 18.000.000 hộ               | khoảng 87.487.000 người                                          | Bộ phận học giả nhận định đây là năm cao nhất                                                                                                 |
| Chú: Bảng số liệu chỉ bao gồm cư dân "Trung Quốc bản thổ" (không gồm Thổ Phồn, Vân Nam, Lĩnh Bắc và Liêu Dương), không bao gồm cư dân đặc biệt như đạo sĩ hay tăng nhân, bản thân việc thống kê số hộ khẩu đã có sai lệch nhất định. Số liệu trong bảng tham khảo từ "Tân Nguyên sử", "Nguyên sử", "Trung Quốc nhân khẩu sử" của Triệu Văn Lâm và Tạ Thục Quân, "Trung Quốc nhân khẩu sử" của Ngô Tùng Đệ. |                                    |                                                                  | |

## Thời Minh
Sau khi Đại Minh thành lập và thống nhất Trung Hoa, Minh Thái Tổ Chu Nguyên Chương thi hành chính sách "hưu dưỡng sinh tức" (phục hồi và phát triển), nông nghiệp thời Mông-Nguyên vốn chịu sự phá hoại từ chiến tranh nay khôi phục ở mức độ lớn, những năm Hồng Vũ tiến hành khẩn hoang vùng đất phía bắc Hoài Hà và Tứ Xuyên trên quy mô lớn, nhân khẩu do vậy tăng trưởng ổn định. Đến năm Hồng Vũ thứ 26 (1393), toàn quốc có 63 triệu người, trong đó 61,75 triệu người thuộc dân hộ, 3,25 triệu người thuộc quân hộ. Bắc ngũ tỉnh (Bắc Bình, Sơn Tây, Sơn Đông, Hà Nam, Thiểm Tây) có 17,55 triệu nhân khẩu, chiếm 27% toàn quốc; trong đó Sơn Đông là đông dân nhất với 5.462.850 người, kế đến là Sơn Tây (3.790.760 người), Hà Nam (2.825.300 người), Thiểm Tây (2.646.450 người), Bắc Bình (2.619.500 người). Trung ngũ tỉnh (Kinh Sư, Chiết Giang, Giang Tây, Hồ Quảng, Tứ Xuyên) có 33,8 triệu người, chiếm 52% toàn quốc; trong đó Nam Trực Lệ có 11.291.460 người, mật độ nhân khẩu cao nhất là ở lực vực Tô Nam Thái Hồ với tổng số 6.320.300 người và đạt 220 người/km²; tiếp đến là Chiết Giang tỉnh với 9.959.270 người; Giang Tây có 7.260.000 người, Hồ Quảng có 4.318.420 người, Tứ Xuyên có 1.314.260 người. Nam ngũ tỉnh (Phúc Kiến, Quảng Tây, Quảng Đông, Vân Nam, Quý Châu) có tổng cộng 10,40 triệu người, chiếm 16% toàn quốc.
Nhân khẩu triều Minh đạt đỉnh cao vào hậu kỳ, song các học giả bất đồng về thời gian và số lượng cụ thể. Dịch Trung Thiên nhận định vào thời Minh mạt toàn quốc có trên 60 triệu người, Hàn Văn Lâm và Tạ Thục Quân nhận định năm 1626 thì Đại Minh đạt đỉnh cao về nhân khẩu, với khoảng 99,873 triệu người, Vương Dục Dân nhận định vào những năm Vạn Lịch (1573-1620) thì nhân khẩu triều Minh đạt mức tối đa, nhân khẩu thực tế là từ 130-150 triệu người; Cát Kiếm Hùng nhận định vào năm 1600 triều Minh thực tế có 197 triệu dân, vào thời đỉnh cao là sát 200 triệu người; Tào Thụ Cơ nhận định nhân khẩu triều Minh lên đến đỉnh cao vào năm 1630 với nhân khẩu thực tế là khoảng 192,51 triệu người, sang năm 1644 thì số nhân khẩu thực tế giảm còn khoảng 152,47 triệu người; nhà kinh tế học Anh Quốc Angus Maddison thì nhận định vào năm 1600 nhân khẩu thực tế của triều Minh đạt khoảng 160 triệu người.
Cuối năm năm Gia Tĩnh thời Minh Thế Tông, các loại cây trồng cao sản đến từ châu Mỹ bắt đầu được truyền bá đến Trung Quốc, trở nên phổ biến tại những vùng có mật độ dân cư cao nhất như Giang-Chiết hay Lĩnh Nam. Đặc biệt là qua Vạn Lịch trung hưng, nhân khẩu tăng trưởng nhanh và ổn định, có học giả ước tính thì đạt đến mức chưa từng có là 150 triệu người, phân bổ vẫn không đổi. Từ Sùng Trinh thứ 11 (1640) thời Minh Tư Tông đến năm Thuận Trị thứ 7 (1650) thời Thanh Thế Tổ, do chiến tranh cùng mất mùa và dịch bệnh nên số người tử vong gia tăng, đặc biệt là bùng phát dịch hạch và hạn hán ở phương bắc, quân Bát kỳ nhập quan tiến hành giết hại và buộc người Hán phải thiên di để đề phòng họ phản kháng, khiến nhân khẩu giảm thiểu rất nhiều, chưa bằng một nửa so với trước đó, riêng phương bắc giảm xuống chỉ chưa bằng 20%.
Kế tục triều Nguyên, triều Minh phân cư dân thành "dân hộ", "quân hộ", "tượng hộ", những người làm thủ công nghiệp nhập tượng tịch. Tượng tịch và quân tịch có địa vị thấp hơn so với dân tịch, không được ứng thí, đồng thời phải kế thừa nghề của đời trước. Việc thoát khỏi hộ tịch ban đầu là khó khăn, cần phải được Hoàng đế đặc chỉ phê chuẩn.
| Niên đại                                                                         | Số hộ         | Số khẩu                              | Ghi chú                                                                                  |
| -------------------------------------------------------------------------------- | ------------- | ------------------------------------ | ---------------------------------------------------------------------------------------- |
| Năm Hồng Vũ thứ 14 (1381) thời Minh Thái Tổ                                      | 10.654.362 hộ | 59.873.305 người                     |                                                                                          |
| Năm Hồng Vũ thứ 26 (1393) thời Minh Thái Tổ                                      | 10.652.870 hộ | 60.545.812 người                     | nay có học giả ước tính số nhân khẩu thực tế đạt 65.000.000 người。                      |
| Năm Vĩnh Lạc thứ 1 (1403) thời Minh Thành Tổ                                     | 11.415.829 hộ | 66.598.337 người                     |                                                                                          |
| Năm Vĩnh Lạc thứ 2 (1404) thời Minh Thành Tổ                                     | 9.685.020 hộ  | 50.950.470 người                     |                                                                                          |
| Năm Thành Hóa thứ 16 (1479) thời Minh Hiến Tông                                  |               | ước tính thực tế có 71.850.000 người |                                                                                          |
| Năm Thành Hóa thứ 24 (1488) thời Minh Hiến Tông                                  |               | ước tính thực tế có 75.000.000 người |                                                                                          |
| Năm Hoằng Trị thứ 4 (1491) thời Minh Hiếu Tông                                   | 9.113.446 hộ  | 53.281.158 người                     |                                                                                          |
| Năm Hoằng Trị thứ 15 (1502) thời Minh Hiếu Tông                                  | 10.409.788 hộ | 50.908.672 người                     |                                                                                          |
| Năm Hoằng Trị thứ 17 (1504) thời Minh Hiếu Tông                                  | 10.508.935 hộ | 60.105.835 người                     |                                                                                          |
| Năm Vạn Lịch thứ 6 (1578) thời Minh Thần Tông                                    | 10.621.436 hộ | 60.692.856 người                     |                                                                                          |
| Năm Thái Xương thứ 1 (1620) thời Minh Quang Tông                                 | 9.835.426 hộ  | 51.655.459 người                     | Theo ước tính nhân khẩu thực tế vào những năm Vạn Lịch trong khoảng 130-150 triệu người. |
| Năm Sùng Trinh thứ 17 (1644) thời Minh Tư Tông                                   |               | ước tính thực tế có 100 triệu người  |                                                                                          |
| Chú: số liệu lấy theo "Minh sử•quyển 77•thực hóa nhất", "Minh Thái Tổ thực lục". |               |                                      |                                                                                          |

## Thời Thanh
Thời Minh mạt Thanh sơ, do cướp bóc lan tràn, chiến tranh Thanh binh nhập Tắc và nhập Quan, loạn Tam Phiên, sinh mạng và tài sản của nhân dân chịu tổn thất. Cùng với đó là mất mùa đói kém, dịch bệnh khiến cho nhân khẩu Trung Quốc suy giảm nhanh chóng. Nhà sử học Cát Kiếm Hùng nhận định giao thời Minh-Thanh, nhân khẩu ước tính suy giảm 40%, cuối những năm Thuận Trị là ở mức thấp nhất. Ý kiến khác cho rằng số lượng nhân khẩu che giấu hộ tịch lớn hơn nhiều so với số lượng nhân khẩu bị tổn thất, và số lượng nhân khẩu tổn thất lớn nhất thực sự vẫn là trong thời kỳ chiến loạn sau khi quân Mãn nhập Quan, cùng các cuộc đồ sát mang tính tận diệt tộc họ. Kể từ sau năm Khang Hy thứ 20 (1681), do nay triều đình Thanh hoàn thành bình định Tam Phiên đồng thời chiếm lĩnh Đài Loan, trải qua thịnh thế thời Khang Hy-Ung Chính-Càn Long, sinh hoạt được an định và khôi phục, nhân khẩu gia tăng nhanh chóng. Đầu thời Thanh, số liệu nhân khẩu còn chưa chính xác, nhà sử học Khương Đào ước lượng vào khoảng trước sau năm Khang Hy thứ 19 (1680), nhân khẩu tăng lên đến 100 triệu; Triệu Văn Lâm suy đoán vào năm Khang Hy thứ 24 (1685), nhân khẩu vượt quá 100 triệu. Ngoài việc quốc gia an định, nhu cầu lương thực được đáp ứng với việc trồng cấy rộng rãi các cây trồng mới như gạo Chiêm Thành, ngô, lạc, khoai tây. Đến thời kỳ Càn Long, nhân khẩu toàn quốc chính thức vượt quá 200 triệu, đến năm Đạo Quang thứ 13 (1833) trước chiến tranh Nha phiến thì tăng mạnh lên mức 400 triệu. Tăng trưởng nhân khẩu dưới triều Thanh hoàn toàn trái ngược với hình thái tăng trưởng dạng sóng trong quá khứ của Trung Quốc, thể hiện bằng đường chéo tăng lên. Trong thế kỷ 19, do cuộc nổi dậy Thái Bình Thiên Quốc, Niệp loạn và Hồi loạn, số nhân khẩu tổn thất là không nhỏ; trong những năm Quang Tự lại xảy ra không ít thiên tai: năm Quang Tự thứ 3 (1877) xảy ra hạn hán ở Sơn Tây và Thiểm Tây, số người chết vì nạn đói và bạo loạn lên tới trên 10 triệu người. Cuối cùng, cùng với việc di cư ra hải ngoại trở nên phổ biến, nên đến khi triều Thanh diệt vong, nhân khẩu Trung Quốc duy trì ở mức 430 triệu người, không khác nhiều so với những năm Đạo Quang (1821-1850).
Do nhiều năm chiến loạn và đồ sát, khiến nhiều khu vực biến thành vô chủ, sau đó vì nhân khẩu gia tăng với số lượng lớn, một số nơi xảy ra tình trạng dư thừa nhân khẩu, dẫn đến làn sóng di dân. Như thủ lĩnh nổi dậy Trương Hiến Trung vào thời Minh mạt vào năm 1646 bại trận rút đến Thành Đô, tiến hành thiêu sát phá hoại chưa từng có tại Tứ Xuyên: 40 vạn người ở Thành Đô chỉ còn 20 hộ, nhân khẩu Tứ Xuyên từ ít nhất 3 triệu giảm mạnh chỉ còn 8 vạn người. Về sau, triều đình Thanh thúc đẩy việc đưa dân các tỉnh Hồ Quảng, Thiểm Tây bù đắp nhân khẩu cho khu vực Tứ Xuyên, sử gọi là "Hồ Quảng điền Tứ Xuyên" lần thứ hai. Xu thế di dân đến Tứ Xuyên trải qua 1 thế kỷ, Tứ Xuyên do vậy trở thành một khu vực thu hút quá nhiều đến nỗi dư thừa nhân khẩu. Để bảo hộ vùng đất phát tường là Mãn Châu, triều đình Thanh thiết lập "Liều điều biên" ở Phụng Thiên (nay là Liêu Ninh), cấm chỉ người Hán di dân về phía bắc, tuy nhiên dân nghèo Hoa Bắc vì sinh kế vẫn lén di dân. Những năm Hàm Phong-Quang Tự, triều đình Thanh xét thấy Nga và Nhật Bản có ý định thâm nhập Mãn Châu, vì vậy dần dần mở cửa cho người Hán di dân về phía đông bắc, và hoàn toàn mở cửa từ sau Chiến tranh Nga-Nhật 1904-1905 Các tỉnh Phúc Kiến và Quảng Đông do núi nhiều dân đông, lại sát biển, do vậy có nhiều người di dân ra hải ngoại. Đài Loan ngay từ thời kỳ Hà Lan-Tây Ban Nha và sau là Minh Trịnh thống trị đã thu hút di dân từ Mân Nam, Việt Đông; ước tính có hơn 10 vạn dân. Vào đầu thời Thanh, để ngăn chặn việc xảy ra các rối loạn như của Chu Nhất Quý, triều đình từng có hạn chế nghiêm ngặt về việc di dân đến Đài Loan. Những năm cuối thời Đồng Trị xảy ra sự kiện Mẫu Đơn Xã, quân Nhật xâm chiếm Đài Loan, điều này khiến triều đình Thanh mở cửa việc di dân đến Đài Loan. Vào thời điểm trước khi Đài Loan bị cắt nhượng cho Nhật Bản, hòn đảo này có hơn 3 triệu nhân khẩu di dân. Ngay từ thế kỷ 15, 16, nhân dân Phúc Kiên và Quảng Đông đã thường di dân đến các nơi ở khu vực Đông Nam Á, người Hoa hải ngoại còn thành lập nên Lan Phương Cộng hòa Quốc. Sau Chiến tranh Nha phiến, có thêm nhiều người Hán di cư ra hải ngoại, chủ yếu là đến Đông Nam Á, miền Tây Hoa Kỳ, quần đảo Caribe Đến khi triều Thành diệt vong, tại hải ngoại có 7 triệu Hoa kiều.
Hậu kỳ Khang Hy, sau một thời gian dài khôi phục và phát triển, xã hội trở nên an định hơn, song nhân đinh và địa mẫu ghi trong sổ sách vẫn tăng chậm. Một mặt là do việc thanh tra nhân khẩu và thổ địa không triệt để, hơn nữa địa chủ phần nhiều cố tình báo ít đi, người nghèo bị đánh thuế nặng nên buộc phải chạy trốn, thống kê số nhân đinh do vậy không xác thực. Để nắm được số nhân khẩu xác thực, Khang Hy Đế vào năm 1712 hạ chiếu "thịnh thế tư sinh nhân đinh vĩnh bất gia phú", lấy số nhân đinh ghi trong sổ sách năm 1711 để định ra mức tổng cố định cho việc trưng thu thuế đinh, đem số người tăng mới sau đó liệt vào "thịnh thế tư sinh nhân đinh", từ trung ương đến địa phương không được vì gia tăng nhân khẩu mà thêm thuế. Tuy nhiên, việc này vẫn có hạn chế, do vậy triều đình lại chọn chính sách "than đinh nhập địa", phế trừ "nhân đầu thuế" tức thuế định, nhập vào trong thuế thổ địa. Điều này khiến cho giai cấp vô sản không phải nộp thuế, song phần nộp thuế của địa chủ lại tăng thêm, đối với triều đình khiến cho nhân khẩu tiếp tục gia tăng, giảm hoãn việc tích tụ đất đai, có tác dụng nhất định trong việc phát triển công thương nghiệp.
| Niên đại | Số hộ                                         | Số khẩu                                    | Ghi chú |
| --- | --------------------------------------------- | ------------------------------------------ | --- |
| Năm Thuận Trị thứ 8 (1651) | nhân đinh 10.633.326 hộ                       |                                            | thống kê nhân khẩu đầu tiên của triều Thanh, trong đó nhân đinh chỉ thành đinh (nam 16-60 tuổi).                                         |
| Năm Thuận Trị thứ 12 (1655) | nhân đinh 14.033.900 hộ                       | suy đoán khoảng 40-50 triệu người          | [ 86 ] |
| Năm Khang Hy thứ 21 (1682) |                                               | Cao Vương Lăng suy đoán 70-80 triệu người  | Năm trước triều Thanh bình định Tam Phiên, chiếm Đài Loan.                                                                               |
| Năm Khang Hy thứ 21 (1682) | Cát Kiếm Hùng suy đoán khoảng 130 triệu người |                                            | Năm trước triều Thanh bình định Tam Phiên, chiếm Đài Loan.                                                                               |
| Năm Khang Hy thứ 39 (1700) |                                               | Hà Bỉnh Lệ suy đoán khoảng 150 triệu người | . |
| Năm Khang Hy thứ 51 (1712) | nhân đinh 24.621.324 hộ                       |                                            | |
| Năm Ung CHính thứ 2 (1724) | nhân đinh 26.111.953 hộ                       | suy đoán khoảng 80-90 triệu người          | . |
| Năm Ung Chính thứ 12 (1734) | nhân đinh 27.355.462 hộ                       |                                            | |
| Năm Càn Long thứ 6 (1741) |                                               | 143.411.559 người                          | Bãi bỏ thống kê nhân đinh, chuyển sang thống kê số khẩu.                                                                                 |
| Năm Càn Long thứ 39 (1774) |                                               | 221.027.224 người                          | |
| Năm Càn Long thứ 40 (1775) |                                               | 264.561.355 người                          | chấp hành nghiêm chế độ phổ tra nhân khẩu Bảo Giáp, tăng thêm 43.534.131 người, từ đó số nhân khẩu các tỉnh dần tiếp cận con số thực tế. |
| Năm Càn Long thứ 55 (1790) |                                               | khoảng 301.000.000 người                   | . |
| Chú: Số liệu trong bảng chủ yếu dựa theo "Thanh thực lục", không hoàn toàn đúng với nhân khẩu thực tế, chỉ dùng để quan sát tình hình. |                                               |                                            | |